# Империя (сериал)
Вижте пояснителната страница за други значения на Империя.
„Империя“ (на английски: Empire) е американски телевизионен сериал, създаден от Лий Даниълс и Дани Стронг. Излъчването му е от 7 януари 2015 г. до 21 април 2020 г. по Fox. Въпреки че се снима в Чикаго, действието се развива в Ню Йорк и се фокусира върху измислената звукозаписна компания „Емпайър Ентъртейнмънт“ и драмата около членовете на семейството на основателите, които се борят за контрол върху бизнеса.
На 30 април 2019 г. Fox подновява сериала за шести и последен сезон. Той започва на 24 септември 2019 г. През март 2020 г. продукцията на шестия сезон спира заради пандемията от COVID-19. През април същата година е потвърдено, че сериалът ще завърши с осемнайсетия си епизод, а не с двайсетия, който първоначално е бил финалният. Осемнайсетият е последният завършен преди пандемията да причини спирането на всички холивудски продукции. Деветнайсети епизод е бил в процес на заснемане преди продукцията да спре и част от заснетия материал е включена в последния епизод с цел да се предостави завършек.

## Сюжет
Лушъс Лайън е бивш дилър на наркотици и настоящ собственик на „Емпайър Ентъртейнмънт“. След като разбира, че страда от рядко заболяване и докторите прогнозират, че му остават още три години живот, той кара синовете си, Андре, Джамал и Хаким, да се съревновават един с друг, за да избере един, който да поеме управлението на компанията. Бившата съпруга на Лушъс, Куки, е освободена от затвора след 17 години и също взима роля в битката.

## Актьорски състав и персонажи
| Актьор           | Герой               | Сезон         | Сезон         | Сезон       |
| Актьор           | Герой               | 1             | 2             | 3           |
| ---------------- | ------------------- | ------------- | ------------- | ----------- |
| Терънс Хауърд    | Лушъс Лайън         | Главен        | Главен        | Главен      |
| Тараджи Хенсън   | Лорета „Куки“ Лайън | Главен        | Главен        | Главен      |
| Брайшир Грей     | Хаким Лайън         | Главен        | Главен        | Главен      |
| Джуси Смолет     | Джамал Лайън        | Главен        | Главен        | Главен      |
| Трей Байърс      | Андре Лайън         | Главен        | Главен        | Главен      |
| Грейс Байърс     | Аника Лайън         | Главен        | Главен        | Главен      |
| Малик Йоба       | Вернон Търнър       | Главен        | -             | -           |
| Кейтлин Дабълдей | Ронда Лайън         | Главен        | Главен        | Гост-звезда |
| Габури Сидибе    | Беки Уилиямс        | Второстепенен | Главен        | Главен      |
| Таронда Джоунс   | Порша Тейлър        | Второстепенен | Главен        | Главен      |
| Серая            | Тиана Браун         | Второстепенен | Главен        | Главен      |
| Бре-Зи           | Фреда Гац           | -             | Второстепенен | Главен      |
| Мароко Омари     | Тарик Казънс        | -             | Второстепенен | Главен      |
| Ексзибит         | Шайн Джонсън        | -             | Гост-звезда   | Главен      |

## Епизоди
| Сезон | Епизоди | Първо излъчване      | Първо излъчване | Зрители (в млн.) |
| Сезон | Епизоди | Премиера             | Финал           | Зрители (в млн.) |
| ----- | ------- | -------------------- | --------------- | ---------------- |
| 1     | 12      | 7 януари 2015 г.     | 18 март 2015 г. | 17,3             |
| 2     | 18      | 23 септември 2015 г. | 18 май 2016 г.  | 15,9             |
| 3     |         | 21 септември 2016 г. |                 |                  |

## „Империя“ в България
В България сериалът започва излъчване на 23 януари 2015 г. по Fox, всеки петък от 22:00. Втори сезон започва на 25 септември, всеки петък от 22:00. Втората половина на сезона започва на 1 април 2016 г. Трети сезон започва на 23 септември 2016 г., всеки петък от 22:00. Втората половина на сезона започва на 31 март 2017 г. със същото разписание. На 6 октомври 2017 г. започва четвърти сезон, всеки петък от 22:00. През 2018 г. започва пети сезон, а втората му половина започва на 29 март 2019 г. На 23 януари 2020 г. започва шести сезон, всеки четвъртък от 22:00. Дублажът е на Андарта Студио. Ролите се озвучават от артистите Елена Русалиева, Христина Ибришимова, Калин Сърменов, Димитър Иванчев и Христо Чешмеджиев.